# Casa Montserrat Enrich
La Casa Montserrat Enrich és un edifici neoclàssic del municipi de Sant Cugat del Vallès (Vallès Occidental) que forma part de l'Inventari del Patrimoni Arquitectònic de Catalunya.

## Descripció
És un edifici d'estil neoclàssic del tipus de petit palau. Està envoltat per un jardí. De planta rectangular, consta de planta baixa, primer i segon pis. És característic pel gran balcó de porta rodona suportat per columnes bessones d'estil jònic. Les proporcions són alterades produint així una impressió de major pes, o major volum que la que correspondria a l'ordre i composició general.